# Forcipomyia shannoni
Forcipomyia shannoni är en tvåvingeart som först beskrevs av Ingram och John William Scott Macfie 1931.  Forcipomyia shannoni ingår i släktet Forcipomyia och familjen svidknott. Inga underarter finns listade i Catalogue of Life.